# 牛をつないだ椿の木
『牛をつないだ椿の木』（うしをつないだつばきのき）は新美南吉作の児童文学。南吉最晩年の作品。南吉の生前に計画され、死の直後に刊行された童話集「牛をつないだ椿の木」(1943年)に収載された。
初出は「少国民文化」（1943年）。

## あらすじ
時代は明治時代の中期、愛知県半田近隣の農村。
初夏のある日、人力車夫の海蔵と牛ひきの利助は山道を連れだって歩いていた。喉の渇きを覚えた2人は、道を外れた山中にある湧き水へと向かう。ところが、2人が水を飲んでいる間に、道端の椿の木に繋いであった利助の牛が、椿の葉を食べつくしてしまう。そこへ地主が通りかかり、椿の木を台無しにしたとして利助はさんざん怒られる。利助と海蔵はしょげ返って、「湧き水がもう少し近くにあればなぁ」と言い合う。
海蔵は井戸掘りの新五郎に会い、井戸を掘るのに必要な値段と、山道の椿の木の辺りで井戸が掘れるかを尋ねる。新五郎は、あの椿の辺りは水脈にも近いから水が出るだろうと請け合い、井戸掘りに必要な資金は資材や人足の給金も含めて30円は必要だと告げる。しかし、貧しい海蔵はとても30円を用意できない。利助が最近山林で大金を手にしたことを聞きつけた海蔵は、井戸掘りの費用を出してくれるように頼むが、断られる。次に海蔵は井戸掘り資金のために募金箱を椿の木に下げるが、誰も協力してくれない。自分でやるしかないと決意した海蔵は、人力引きの仕事の合間の楽しみだった駄菓子を食べるのもやめて貯蓄に励む。
2年後。努力のかいあって、海蔵は井戸掘りには十分な額を貯めることができた。ところが、いざ井戸を掘ろうと地主を訪ねたところ、地主は重病で寝込んでいた。頑固な地主は苦しい息の中でも、海蔵に井戸掘りの許可を与えようとしない。落胆した海蔵が帰りかけた時、地主の息子が声をかけ、「父親は頑固で仕方がないが、もし自分の代になったら井戸を掘らせてあげよう」と約束する。海蔵は喜び、夕食の折に母親に「地主は病気であと二、三日で死ぬだろうから井戸が掘れる」と話す。それを聞いた母親は「人が死ぬのを望むのは悪いことだ」とたしなめる。
海蔵は反省し、翌日に再び地主を訪ね、自分が地主の死を望んだことを詫びると同時に、他の土地を探すことにしたと告げる。それを聞いた地主は自身の頑固さを詫びると共に、海蔵の潔さと私心のなさを褒め、好きな場所に井戸を掘ることを許した。
時が流れ、海蔵は日露戦争に召集された。出征祝いの行列が海蔵が掘らせた井戸にさしかかると子供が水を飲んでいた。海蔵は「俺も一杯飲んでいこうか」と、子供たちに続いて水を飲み、世のためになる仕事ができたと感慨に浸る。
海蔵は日露戦争の花と散り、復員することはなかった。しかし彼が遺した仕事は昭和に入っても生きており、掘った井戸はその後も道を通る人の喉を潤し続けている。

## 関連図書
- 童話集　新美南吉童話集　岩波文庫　ISBN 4003115015